# Rapetozaur
Rapetozaur (Rapetosaurus) – rodzaj niewielkiego zauropoda, występującego w późnej kredzie, ok. 70–65 milionów lat temu, na terenach dzisiejszego Madagaskaru. Obecnie wyróżnia się tylko jeden gatunek rapetozaura – R. krausei. Podobnie jak inne zauropody był czworonożnym, roślinożernym zwierzęciem, zapewne żyjącym w stadach.

## Budowa
Rapetozaur był typowym zauropodem z krótkim, smukłym ogonem, długą szyją i olbrzymim słoniowatym ciałem. Jego czaszka przypominała tę należącą do diplodoków i miała długi, wąski pysk i małe, ołówkowate zęby. Były one przystosowane do zrywania roślinności, jednak nie nadawały się do żucia. W porównaniu z innymi zauropodami, w tym wieloma tytanozaurami, był mały. Dobrze zachowany szkielet osobnika młodego ma 8 metrów długości, a dorośli przedstawiciele rodzaju Rapetosaurus mogli osiągać dwukrotnie większe rozmiary (około 15 m długości) lecz i tak były mniejsze od największych tytanozaurów, takich jak argentynozaur czy puertazaur.

## Klasyfikacja

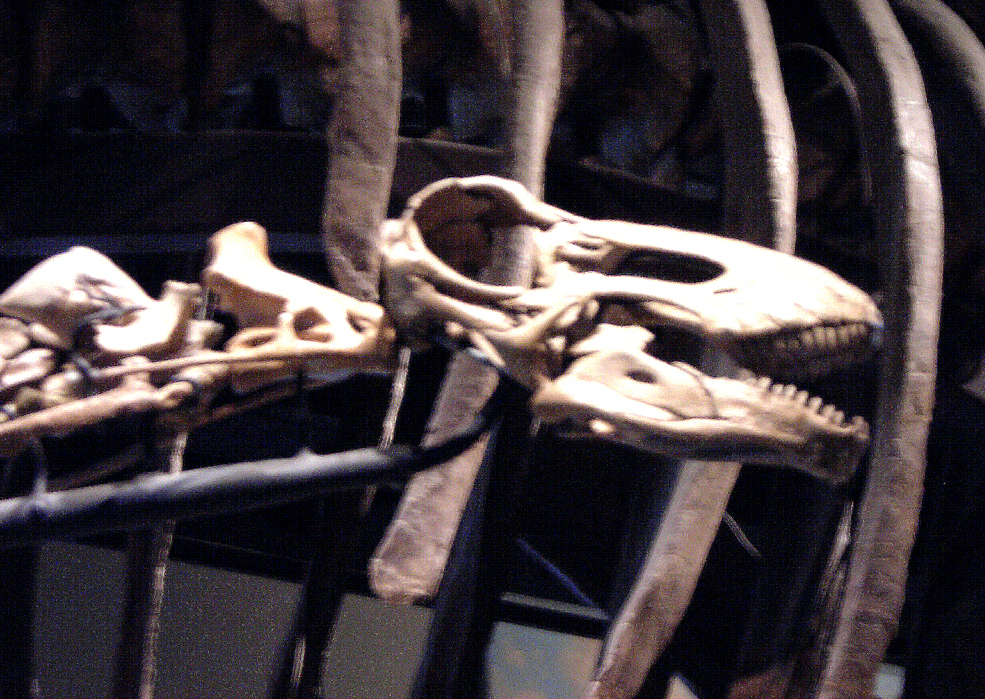
Czaszka rapetozaura

Rapetozaur należy do rodziny Nemegtosauridae, której inni przedstawiciele są znani z Azji i być może Afryki oraz Ameryki Południowej. Razem z kilkoma innymi rodzinami należy ona do Titanosauria – grupy zauropodów definiowanej jako obejmującą ostatniego wspólnego przodka andezaura i saltazaura oraz wszystkich jego potomków. Jest to najliczniejsza grupa zauropodów, jednak enigmatyczna. Do czasu odkrycia rapetozaura były one znane zaledwie z bardzo fragmentarycznych skamieniałości – pojedynczych kości, zwykle pozaczaszkowych. Pierwszy opisany przedstawiciel tytanozaurów – Titanosaurus został opisany na podstawie pojedynczych pozaczaszkowych elementów. Z czasem zaczął on być używany jako „takson worek”, do którego gatunków zaliczano fragmentaryczne, często niediagnostyczne szczątki zauropodów z różnych części świata. Mimo że to właśnie od niego pochodzą nazwy kladów Titanosauria i Titanosauridae (przez niektórych uznawany za nieaktywny) jest uważany obecnie za nomen dubium. Tytanozaury razem z brachiozaurydami i kamarazaurydami należą do grupy zwanej Macronaria („duże nozdrza”). Większość przedstawicieli tego kladu miała wysokie czaszki, jednak u nemegtozaurydów i saltazaurydów były one niskie i wydłużone. Świetnie zachowany szkielet rapetozaura, nie tylko pomaga ustalić wygląd innych tytanozaurów i pokrewieństwo między członkami tej grupy, ale stanowi podstawę do szacowania ich wielkości. Tytanozaury przetrwały do końca ery mezozoicznej.

## Historia odkryć
Rapetosaurus jest pierwszym tytanozaurem, którego odkryte szczątki obejmowały niemal kompletny szkielet z czaszką. Nazwa rodzajowa Rapetosaurus pochodzi od imienia Rapeto, olbrzyma z malgaskiego folkloru, oraz greckiego słowa sauros – „jaszczur”. Epitet gatunkowy tego dinozaura honoruje zaś Davida W. Krause'a – przywódcę ekspedycji do Madagaskaru, mającej na celu wydobywania skamieniałości. Dobry stan zachowania szczątków rapetozaura umożliwił dokładniejsze zrekonstruowanie wyglądu innych, znanych z bardziej fragmentarycznych skamielin tytanozaurów i dokładniejsze ustalenie pokrewieństwo między nimi. Jako pierwsze szczątki rapetozaura opisały Kristina Curry Rogers i Catherine Forster w naukowym czasopiśmie „Nature”. Świetnie zachowany szkielet (UA 8698) należy do osobnika młodego, poza nim odkryto także bardziej fragmentaryczne kości trzech innych osobników. Brakuje mu jedynie kilku kręgów ogonowych. Jest to najlepiej zachowany odkryty do tej pory szkielet tytanozaura.

## Paleoekologia

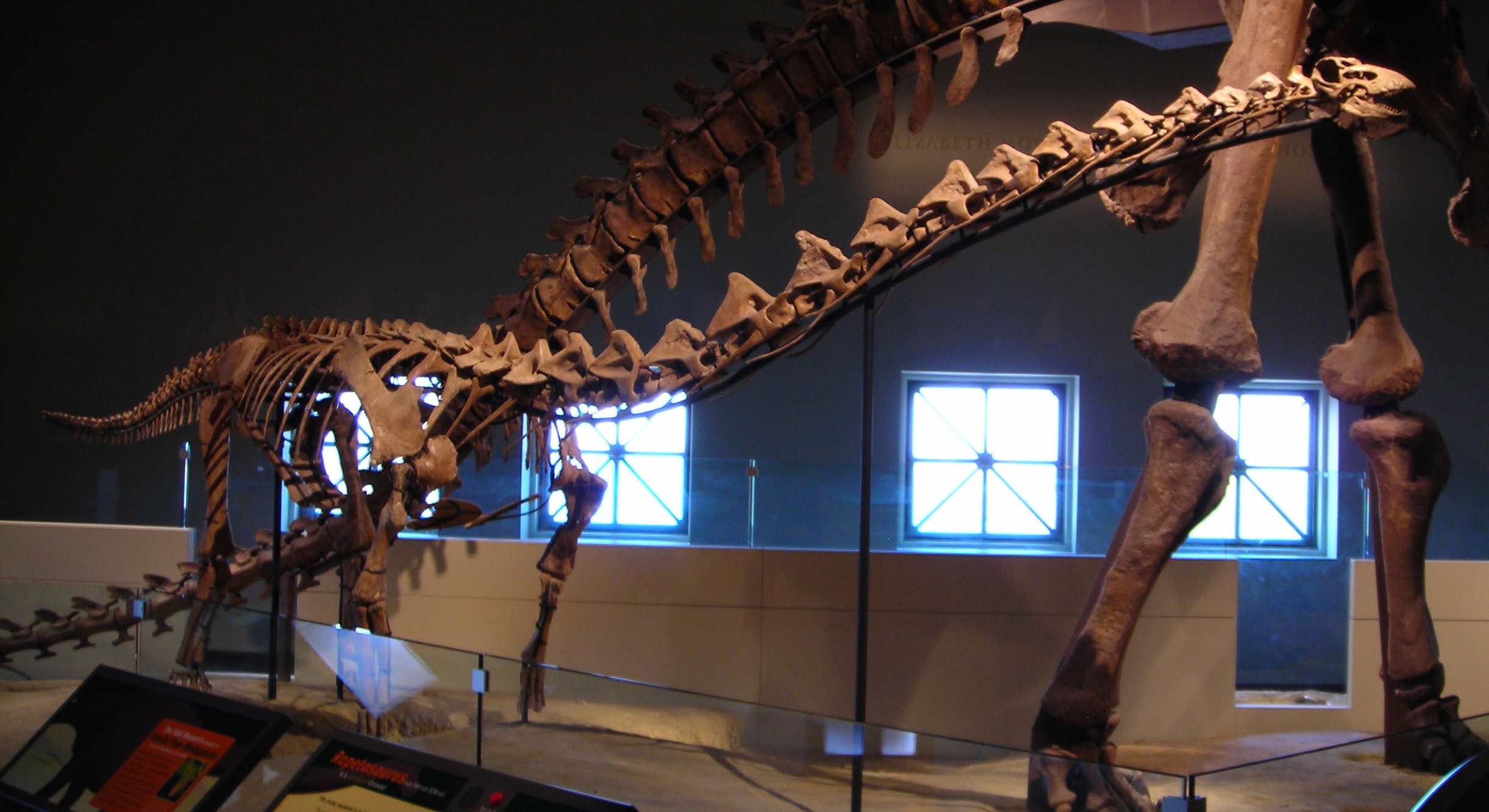
Szkielet rapetozaura

Szczątki rapetozaura odkryto w formacji Maevarano. Nie była ona datowana radiometrycznie, ale dowody biostratygraficzne i paleomagnetyzm wskazuje, że pochodzi ona z mastrychtu (ok. 70–65,5 milionów lat temu). Wtedy, podobnie jak dzisiaj Madagaskar, obszar ten był odizolowaną wyspą, znajdującą się o 10–15 stopni szerokości geograficznej bardziej na południe. Rapetozaur zamieszkiwał przybrzeżny teren pocięty dopływami rzek. Dochodziło do okresowych susz, powodujących wysoką śmiertelność zwierząt.
Rapetozaur żył w sąsiedztwie ceratozaurów, takich jak abelizauryd Majungasaurus, noazauryd Masiakasaurus, odżywiający się prawdopodobnie rybami, nadrzewny dromeozauryd Rahonavis, ptaków, np. Vorona, krokodylomorfów: Mahajangasuchus, Simosuchus czy Trematochampsa, nieopisanych dinozaurów ptasiomiednicznych i tytanozaurów. W skałach tej formacji odkryto także szczątki węży, ryb, żółwi i ssaków. Jednym z najbardziej znanych niedinozaurowych kręgowców z tej formacji jest gigantyczna żaba Beelzebufo, mogąca polować na pisklęta rapetozaura i innych dinozaurów.

### Drapieżniki
Na kościach rapetozaura znaleziono ślady zębów. Ich oględziny wykazały, że należały one do mażungazaura – dużego abelizauryda, będącego czołowym drapieżnikiem późnokredowego Madagaskaru. Nie wiadomo jednak czy, teropod ten aktywnie polował na rapetozaury czy po prostu odżywiał się ich padliną. Charakterystyczne cechy czaszki mażungazaura i jego krótkie kończyny tylne, uniemożliwiające szybki bieg, lecz zapewniające prędkość wystarczającą do dotrzymania kroku stadu zauropodów, zdają się popierać hipotezę o tym, że mażungazuar i inne abelizaurydy żywiły się głównie zauropodami. Obroną rapetozaura mogły być rozmiary i przypuszczalny stadny tryb życia.